# Jaume Martínez i Vendrell
|  | «Jaume Martínez» redirigeix aquí. Vegeu-ne altres significats a «Jaume Martínez i Clotet». |

Jaume Martínez i Vendrell (Colònia Güell, Santa Coloma de Cervelló, 20 d'abril del 1915 – Barcelona, 26 de novembre del 1989) fou un militar i activista independentista català. Milità a Nosaltres Sols i durant la Guerra civil espanyola assolí el grau de capità de l'Exèrcit Popular de la República.

## Biografia
De ben jove s'afilià al grup nacionalista radical Nosaltres Sols! i es dedicava a tasques culturals, com la fundació de la Biblioteca Popular "Joaquim Folguera" del seu poble.
Durant la Guerra civil espanyola, va ser voluntari en el desembarcament de Mallorca enquadrat amb les milícies d'Estat Català i més tard va ingressar a l'escola de Guerra, de la qual va sortir amb grau de tinent d'artilleria, per posteriorment ser ascendit a capità per mèrits de guerra. Malgrat ser ferit i fet presoner es va evadir, i es va reincorporar a la seva unitat, amb la qual va passar a França arran de la desfeta militar, anant a parar al camp de concentració de Sant Cebrià, d'on s'escapà per anar a Barcelona el 4 de juliol de 1939 amb ganes d'organitzar algun grup de resistència. L'abril de 1939 s'escapà del camp per connectar amb Daniel Cardona que era a Perpinyà i estableix de nou contacte amb els seus companys independentistes per començar a configurar la resistència.
La resistència i FNC
Retorna clandestinament a Catalunya i participa en la formalització del FNC, el 4 de maig de 1940 a París, on exerceix de representant de Nosaltres Sols!. En aquesta reunió es va establir una coordinació de les forces polítiques independentistes, iniciada per aquests dos grups, tot comprometent-se a aparcar les diferències mútues i començar a treballar plegats. També es va decidir mantenir la direcció d'aquest grup a l'interior de Catalunya.
El 1942, acabat el procés de debat intern, "l'Organització" passa a anomenar-se Front Nacional de Catalunya i Martínez Vendrell organitza l'aparell militar sota el càrrec de secretari militar, fent tasques de propaganda amb la col·locació de banderes, voladura de monuments i locals falangistes, etc.
En començar la Segona Guerra Mundial immediatament es posa en contacte amb la resistència francesa i ajuda a passar la frontera als qui fugien de l'agressió nazi.
Foren molt nombrosos els serveis d'informació que va prestar a la resistència, tant és a així que fou proposat per la Legió d'Honor, una de les més altes condecoracions que concedeix França, però ell no volgué acceptar dient que humanitàriament també els hauria ajudat i que de fet havia lluitat per Catalunya.
La diada de Sant Jordi del 1943 va posar la primera bandera de Catalunya que aparegué des de la fi de la guerra, concretament a la Barceloneta, a la torre de Sant Sebastià del telefèric que travessa del port de Barcelona. L'11 de setembre del 1943 posen una altra bandera catalana a les torres de la Sagrada Família i per segona vegada a la torre de Sant Sebastià del telefèric. Amb motiu d'una final es posa també una bandera catalana al camp del Barça. A partir de 1944, Martínez Vendrell esdevé Secretari General del FNC.
En haver-se de celebrar un final de copa a Montjuïc a primers de juny del 1946 intentaren posar una bandera de Catalunya que s'havia de desplegar durant el partit. Allà, un de l'equip de col·locació va ser detingut per la guàrdia civil, apallissat i torturat. Arran d'aquesta detenció foren detinguts els militants de la impremta i d'altres companys. Aquest fou el motiu de la detenció de Martínez Vendrell amb 14 o 15 companys més el 13 de juny del 1946.
Trigaren a fer-li el judici militar més de 3 anys i va ser condemnat a 20 anys de presó i traslladat al penal de Sant Miquel dels Reis (València) fins que amb motiu del Congrés Eucarístic va rebre l'amnistia d'una quarta part de la condemna, i amb la redempció per treball pogué sortir el 23 de novembre del 1952. El 1963 fou requerit novament per ésser secretari del FNC. Va deixar el càrrec el 1965.

## L'organització armada EPOCA
A finals dels 60, Josep Maria Batista i Roca li encarregà engegar de nou una organització armada per lluitar per l'alliberament de Catalunya. L'agost de 1974 amb el lema "Per un partit de masses i de combat", el Front Nacional de Catalunya celebrà el seu 1r Congrés a Montserrat on s'aprovà tornar a emprendre la lluita armada. Martínez Vendrell s'encarregà de preparar els elements que havien de dur-la a terme. Es començà a gestionar l'Exèrcit Popular Català (EPOCA). El 1977 se'n va anar a viure a Andorra per la malaltia que patia. Durant la seva estada a Andorra va ser vigilat per la policia.

## La detenció
El novembre de 1978 va tornar a Barcelona per a fer unes gestions i a Sant Just Desvern va tenir un accident i va trencant-se el fèmur. Fou intervingut en una clínica de Barcelona i quan estava a punt de tornar a Andorra, el 4 de març de 1979, van detenir-lo, a l'edat de 64 anys, juntament amb Lluís Montserrat i Sangrà, Joan Mateu i Martínez, M. Teresa Sol i Cifuentes i Manuel Viusà, sota l'acusació de pertànyer a l'Exèrcit Popular Català (EPOCA) i de participar en les morts de l'industrial Josep Maria Bultó i de l'exalcalde franquista Joaquim Viola i Sauret (assassinat per un escamot d'EPOCA el gener de 1978). Segons la policia, Martínez Vendrell fou l'inspirador d'EPOCA, formava part de la seva direcció i era qui aportava els coneixements i l'experiència militars.
El judici pels fets Bultó-Viola es va celebrar el juny de 1980. En fou acusat de ser el dirigent principal amb Josep Maria Batista i Roca i Manuel Viusà. Martínez Vendrell va admetre la seva pertinença a l'organització armada i haver donat classes de formació militar, però negà la participació en els atemptats. L'Audiència Nacional el va condemnar, però la pena ja l'havia complert amb presó preventiva. Però l'any 1981, la família Bultó va recórrer la sentència i el Suprem el va condemnar a dotze anys de presó, que no va complir perquè s'havia exiliat a Andorra.
El gener de 1982, torna a ser condemnat a 36 anys de presó pels mateixos delictes, però tampoc ingressà a presó perquè encara era a l'exili. Greument malalt es va presentar voluntàriament a l'Audiència Nacional de Madrid el 1988. Empresonat a Madrid i Lleida II, d'on només va sortir per morir a l'Hospital Clínic de Barcelona el 26 de novembre de 1989.
El 2002 se li va dedicar un carrer a la seva memòria a Santa Coloma de Cervelló. Per aquest motiu, l'alcalde Jaume Comellas fou denunciat per enaltiment del terrorisme per l'Associació Catalana de Víctimes d'Organitzacions Terroristes (ACVOT) en nom del fill de Josep Maria Bultó el 2008. Tot i això, dies més tard, la reclamació va ser denegada pel Govern Català.